# 包头市景开中学
包头市景开中学是位于包头市东河区的一所民办完全中学。该学校于2005年建校，2015年恢复高中办学。在最近十年的中考和高考中，该校学生的成绩位于于包头市前列。但是这所学校因为其粗暴的管理而受到争议和批评。

## 争议
2012年10月起，景开中学的何某以学校扩建需要资金为由，先后从本校学生的家长和教师处借走数十万元人民币，之后携款潜逃，至今下落不明。
2015年，景开中学发生了一起教师不当批评导致学生自杀的案件。景开中学的学生小成（化名）因饮酒而被班主任批评，班主任以开除学籍来威胁小成，要求小成在全班同学面前检讨。小成被其父带离学校后不久自杀身亡。